# Parafia św. Jana i Pawła Męczenników w Katowicach
Parafia św. Jana i Pawła Męczenników – rzymskokatolicka parafia znajdująca się w Katowicach, w dzielnicy Dąb. Parafia należy do archidiecezji katowickiej i dekanatu Katowice-Załęże. Znajduje się w północno-zachodniej części miasta i obejmuje ona swoim zasięgiem całą dzielnicę Dąb. Parafia ta w 2015 liczyła około 6730 parafian, co stanowi około 90% mieszkańców dzielnicy.
Jej początki wiążą się ze wzrostem liczby ludności Dębu w XIX w. Pierwszy, drewniany kościół powstał w 1875 r. Z racji niewystarczającej pojemności kościoła kardynał Georg Kopp 18 sierpnia 1894 r. wydał dekret ustanawiający parafię w Dębie. Pierwszym proboszczem został 8 lipca 1895 ks. Maksymilian Krocker. Budowa kościoła parafialnego w stylu neoromańskim z elementami eklektyzmu autorstwa Ludwiga Schneidera trwała w latach 1901-1902.

## Historia
Dąb jest najstarszą częścią obecnych Katowic, jego początki sięgają XIII w. Podczas gdy pozostałe dzielnice Katowic wchodziły w skład ziemi pszczyńskiej, Dąb należał do księstwa bytomskiego. W 1299 r. książę bytomski Kazimierz przekazał dochody płynące z Dębu i sąsiedniego Chorzowa Zakonowi Bożogrobców w Miechowie na utrzymanie szpitala św. Ducha w Bytomiu. Dąb należał pod względem kościelnym do parafii bytomskiej, a od roku 1300 do chorzowskiej. Szybki wzrost liczby ludności spowodowany rozwojem przemysłowym sprawił, że mieszkańcy rozważali powstanie własnego kościoła. Pomysł budowy przedstawiono 8 października 1868 r. na zebraniu gminnym, podczas którego utworzono fundusz na ten cel. Czynnikiem, który przyspieszał budowę kościoła w Dębie, był fakt rosnącej popularności w tym okresie w Katowicach starokatolicyzmu ks. Kamińskiego. Mieszkańcy na patronów wybrali świętego Jana i Pawła Męczenników na pamiątkę tego, jak dnia 26 czerwca w święto Męczenników Dąb został spustoszony przez klęskę żywiołową. Posługę w kościele do 1895 r. pełnili duszpasterze z parafii chorzowskiej.
Powstanie Józefowca, Bederowca i kolonii Agnieszka, osad robotniczych podlegających administracyjnie do Dębu spowodowało, że liczba ludności zwiększyła się do 6 tys. mieszkańców. 18 sierpnia 1894 r. biskup wrocławski kardynał Georg Kopp wydał dekret ustanawiający parafię w Dębie. Pierwszym proboszczem został 8 lipca 1895 r. ks. Maksymilian Krocker. W 1899 r. przybył pierwszy wikary ks. Brunon Zachlod. Kościół został poświęcony dwukrotnie: w 1902 r. przez ks. Wiktora Schmidta oraz w 15 października tegoż roku przez kardynała Koppa.

## Budowa kościoła
W 1871 r. kuria wrocławska wydała oficjalną zgodę na budowę tymczasowego kościoła. Zaczęto gromadzić fundusze pochodzące z części podatku płaconego przez mieszkańców. Domagano się by koszty budowy zostały pokryte z dochodów fundacji chorzowskiej. Parafia w Chorzowie wykupiła od państwa 4 morgi gruntu pod przyszły kościół, który miał znajdować się przy szosie do Królewskiej Huty (dzisiejszy Chorzów). Nadzór nad budową objął proboszcz chorzowski ks. Franciszek Kania oraz ks. Tomasz Gbur, który był administratorem majątku Chorzów-Dąb z ramienia kurii wrocławskiej. Budowa jednak została przerwana z powodu braku pieniędzy, co doprowadziło do licznych lokalnych konfliktów. Dopiero w 1875 r. została zakończona. Konsekracji dokonał ks. Leopold Markiefka. W kościele znajdowały się dwa ołtarze. Na głównym widniał obraz patronów, a na bocznym wizerunek św. Barbary-patronki górników. Drewniany kościół posiadał wieżę oraz cztery dzwony, którym w 1957 r. nadano imiona: św. Jana i Pawła, św. Barbary, św. Floriana i św. Antoniego. W lipcu 1897 r. rozpoczęto budowę plebanii według projektu Jaschika z Bytomia. Przedsięwzięcie sfinansowała gmina Dąb oraz okoliczne zakłady przemysłowe. Parafia otrzymała grunt należący do dóbr Chorzów-Dąb na założenie ogrodu wokół plebanii.
Budowa murowanego, większego kościoła rozpoczęła się w 1901 r. w miejscu starego, tymczasowego kościoła. Budowla została zaprojektowana przez Ludwiga Schneidera z Opola w stylu neoromańskim z elementami eklektyzmu. W środku znajduje się jedna nawa z trzema ołtarzami: główny z obrazem patronów parafii oraz boczne z wizerunkami św. Rodziny i Matki Boskiej. Projektantem wnętrza był Adrian Szendzielorz. Artyści malarze z Wrocławia ozdobili ściany malowidłami. Mieszkańcy Dębu ofiarowali wiele przedmiotów a lokalne rodziny sfinansowały witraże do okien. Ambona została przeniesiona ze starego kościoła. W latach 1922–1934, gdy funkcje proboszcza pełnił ks. Jan Główczewski, zakupiono nowe obrazy do ołtarza oraz witraże z wizerunkami św. Izydora i św. Jacka, patrona diecezji katowickiej. W 2002 r. na podstawie starych fotografii odrestaurowano ołtarze oraz stacje Drogi Krzyżowej.

## Duszpasterstwo, działalność kulturalno-oświatowa

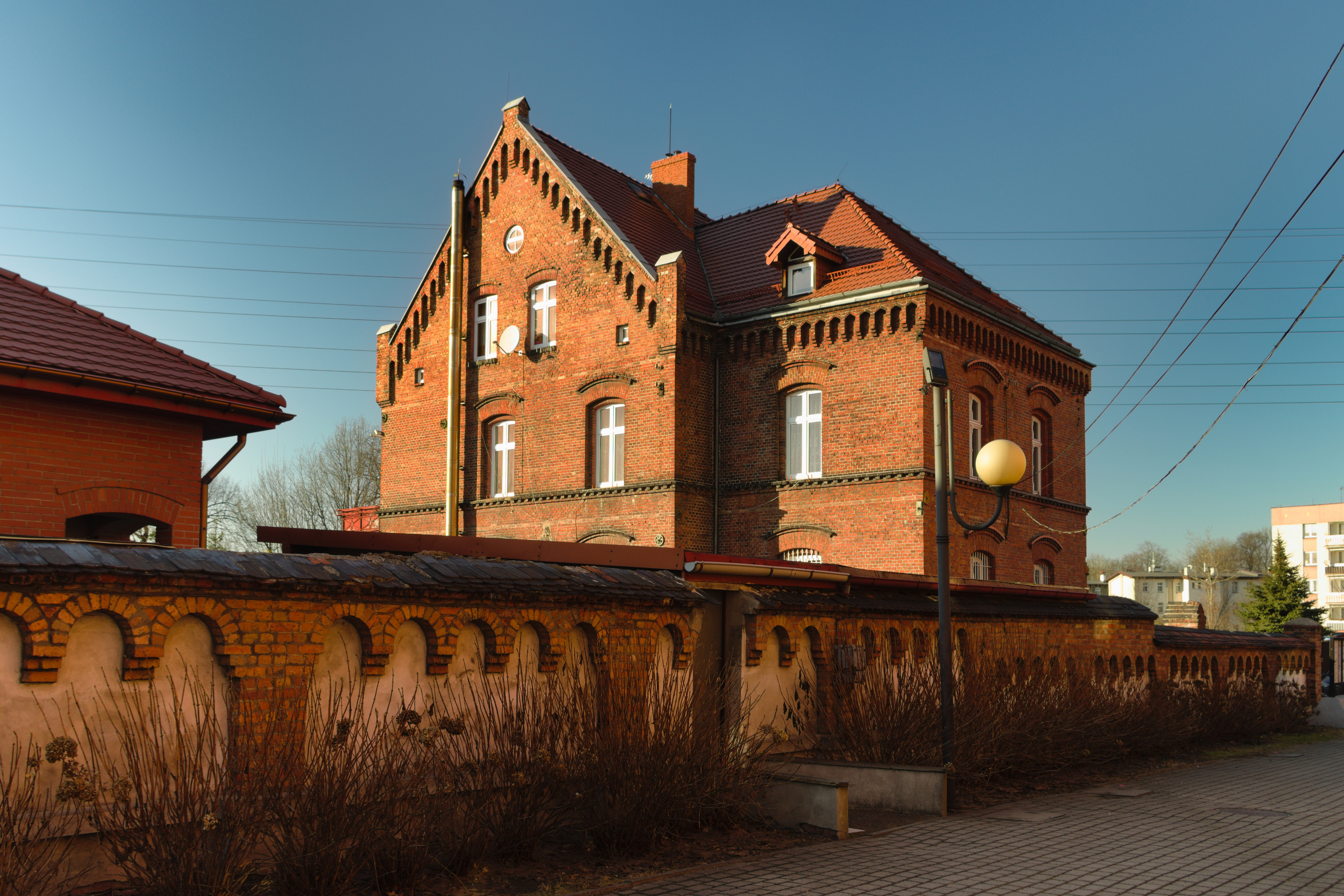
Budynek plebanii przy ul. Chorzowskiej 160 (2021)

Jeszcze przed założeniem parafii w Dębie działały stowarzyszenia religijne. W 1882 r. ks. Steve z Chorzowa założył Dębskie Stowarzyszenie Robotnicze, które cieszyło się dużą popularnością wśród robotników pracujących w pobliskich zakładach przemysłowych i kopalniach. Z inicjatywy ks. Maksymiliana Krockera w 1896 r. stowarzyszenie zostało przekształcone w Związek Katolickich Robotników św. Józefa. Ideą związku było umacnianie wartości religijnych i moralnych, krzewienie wiedzy społeczno-gospodarczej, zachęta do trzeźwości, oszczędności i wzajemnej pomocy. Pod koniec lat 90. w dębskiej parafii działały także: skupiające młodzież Stowarzyszenie Żywego Różańca, Bractwo Najświętszego Serca Jezusowego oraz Sodalicja Mariańska. W okresie międzywojennym działał Polski Chór Kościelny św. Cecylii oraz bractwa skupiające kobiety: Katolickie Stowarzyszenie Kobiet oraz Stowarzyszenie Pań św. Wincentego a Paulo. W 1930 r. na terenie parafii powstało Bractwo Trzeźwości. Początek działalności w Dębie Zgromadzenia Sióstr Służebniczek Najświętszej Marii Panny Niepokalanie Poczętej sięga 1908 r. Siostry przybyły z klasztoru tegoż zgromadzenia w Porębie w powiecie Strzelce Wielkie (dzisiejsze Strzelce Opolskie). Zakonnice zorganizowały ochronkę dla dzieci w pobliskim Józefowcu, pracowały w szpitalu, organizowały kursy robót ręcznych dla młodzieży żeńskiej, stworzyły przedszkole, katechizowały i opiekowały się zakrystią w kościele. Służyły do połowy lat dziewięćdziesiątych. W 1994 r. powstał parafialny oddział „Caritasu”. Obecnie prowadzi ochronkę dla dzieci, jadłodajnie dla ubogich i bezdomnych, schronisko dla bezdomnych matek z dziećmi oraz Ośrodek Spotkań Seniorów „Symeonówka”.
Z okazji 50-lecia objawień w Lourdes zbudowano w 1908 r. w kruchcie kościoła grotę Matki Boskiej. W 2005 r. została poświęcona i oddana do użytku, znajdująca się w pobliskim centrum handlowo-rozrywkowym Silesia City Center, kaplica św. Barbary, wybudowana w budynku w którym niegdyś stała maszyna wyciągowa kopalni „Kleofas”. Regularnie odbywają się tam koncerty muzyki poważnej, w tym coroczny festiwal kolędowy "Kolędowanie u św. Barbary".
W parafii działa grupa Dzieci Maryi, Eucharystyczny Ruch Młodych, Ruch Światło-Życie, a od 1999 r. wydawany jest miesięcznik parafialny „Przyjaciel”. W 2002 roku, z okazji obchodów 100-lecia poświęcenia kościoła w Dębie, arcybiskup Damian Zimoń dokonał konsekracji odnowionego ołtarza.

## Duszpasterze
- Ks. Maksymilian Krocker (lata posługi: 1895−1911)
- Ks. Franciszek Janik (1911−1914)
- Ks. Oskar Schubert (1914−1922)
- Ks. Jan Główczewski (1922−1934)
- Ks. Józef Kubis (1934−1935)
- Ks. Wojciech Szołtysik (1935−1956)
- Ks. Alojzy Borkowski (1956)
- Ks. Wilhelm Wrona (1956−1970)
- Ks. Jerzy Strzyż (1970−1997)
- Ks. Józef Majwald (1997-2016)

## Strony internetowe
- Oficjalna strona internetowa Parafii
- Oficjalna strona internetowa kaplicy św. Barbary
- Informacje o parafii na stronie archidiecezji katowickiej